# Sphenomorphus concinnatus
Espèce
Synonymes
- Lygosoma concinnatus Boulenger, 1887
- Lygosoma wolfi Sternfeld, 1918
- Lygosoma sternfeldi Mertens, 1924
- Sphenomorphus wolfi (Sternfeld, 1918)

Statut de conservation UICN

 LC  : Préoccupation mineure
Sphenomorphus concinnatus est une espèce de sauriens de la famille des Scincidae.

## Répartition
Cette espèce est endémique de l'île de Bougainville en Papouasie-Nouvelle-Guinée.

## Publication originale
- Boulenger, 1887 : Second contribution to the herpetology of the Solomon Islands. Proceedings of the Zoological Society of London, vol. 1887, p. 333-338 (texte intégral).